# Branko Zorko
Branko Zorko (Hodošan 1. srpnja 1967.), hrvatski atletičar rodom iz Međimurja. Dana 1. ožujka 1992. osvojio je prvu sportsku medalju uopće za Hrvatsku od osamostaljenja, bilo je to na Europskom dvoranskom atletskom prvenstvu u Genovi, gdje je na utrci na 1500 m osvojio treće mjesto. Također, osvajač je prve medalje na svjetskom prvenstvu u nekoj (trkačkoj) atletskoj disicplini za neovisnu Hrvatsku (1993.). Prvi je hrvatski atletičar koji je 3000 m otrčao ispod osam minuta (1989.) i 1 milju ispod četiri minute (1993.).
Karijera kao atletičara trajala je 1985. – 2005. Najčešće je trčao utrku od 1500 m. Živi u Križevcima, za čiji je atletski klub i trčao tijekom cijele karijere. Trenirao je u Ratarskoj šumi u Križevcima, koja je kolijevka atletike u ovom kraju s prirodnom atletskom stazom u šumi. Pet puta sudjelovao je na Olimpijskim igrama.
Godine 1992. bio je dobitnik Državne nagrade za šport "Franjo Bučar".
Važniji nastupi:
Olimpijske igre u:
- Seulu 1988.
- Barceloni 1992.
- Atlanti 1996.
- Sydneyu 2000.
- Ateni 2004.

Osvojena mjesta
Glasgow (1990.): Europsko dvoransko atletsko prvenstvo
3000 m, 3. mjesto – brončana medalja
Genova (1992.): Europsko dvoransko atletsko prvenstvo
1500 m, 3. mjesto – brončana medalja
Toronto (1993.): Svjetsko dvoransko atletsko prvenstvo
1500 m, 3. mjesto – brončana medalja
Pariz (1994.): Europsko dvoransko atletsko prvenstvo
1500 m, 2. mjesto – srebrna medalja
Helsinki (1994.): Europsko otvoreno atletsko prvenstvo
1500 m, 3. mjesto – brončana medalja
Nositelj hrvatskih rekorda na:
- 1500 m (3:33,30) i 1500 m dvorana (3:38.05)
- milju (3:52,64)
- 2000 m (4:58,02)
- 3000 m (7:48,42) i 3000 m dvorana (7:49.29).

još je povremeno nastupao i na 3000 m sa zaprekama gdje mu je osobni rekord 8:48.82
Važniji rezultati:
- brončana medalja na dvoranskom Europskom prvenstvu 1992.
- brončana medalja na Europskom prvenstvu 1994.
- srebrna medalja na dvoranskom Europskom prvenstvu 1994.

## Vanjske poveznice
- Križevci.eu: Branko Zorko  Arhivirana inačica izvorne stranice od 7. listopada 2007. (Wayback Machine)